# Johan Vonlanthen
Johan Jarlín Vonlanthen Benavídez (Santa Marta, 1º febbraio 1986) è un allenatore di calcio ed ex calciatore colombiano naturalizzato svizzero, di ruolo attaccante, vice allenatore dell'Yverdon e responsabile del settore giovanile.

## Biografia
Nato in Colombia, emigrò in Svizzera a 12 anni. Vonlanthen è un poliglotta in quanto parla 7 lingue: spagnolo, francese, tedesco, portoghese, inglese, olandese e un po' d'italiano.

## Caratteristiche tecniche
Giocava come centrocampista offensivo, ala o attaccante.

## Carriera

### Club
Inizia a giocare da ragazzo per il Young Boys in Svizzera. Nella stagione 2001-02, all'età di 16 anni, debutta nel campionato nazionale collezionando 8 presenze nella sua prima stagione da professionista. Nel settembre del 2003 firma per il PSV con la cui maglia disputa 29 presenze in un campionato e mezzo, realizzando 6 reti ed esordendo nella UEFA Champions League 2004-2005.
Nel gennaio del 2005 passa in prestito al Brescia ed esordisce con le rondinelle in Serie A. La sua esperienza con il club lombardo non è delle più fortunate: quando Vonlanthen è arrivato in Italia sulla panchina della squadra c'era Gianni De Biasi che stravedeva per lui; tuttavia De Biasi è stato esonerato poco dopo l'arrivo di Vonlanthen e rimpiazzato da Alberto Cavasin, che ha accantonato Vonlanthen mettendolo ai margini della rosa, facendogli giocare solamente alcuni scampoli di varie partite. Terminato il prestito al Brescia torna al PSV Eindhoven che lo gira in prestito al NAC Breda.
Nell'estate del 2006 viene ceduto a titolo definitivo al Red Bull Salzburg. Il 13 luglio 2009 viene ceduto in prestito per un anno allo Zurigo. Nella stagione 2009-2010 ha realizzato 8 gol in 26 incontri. Con il club austriaco ha vinto 2 campionati nazionali. Il 31 maggio 2012 a soli 26 anni d'età, annuncia il suo ritiro per motivi familiari.
L'11 giugno 2013 il Grasshopper Club Zürich annuncia la firma dell'attaccante per un contratto di un anno con opzione per la seconda stagione. Dopo aver disputato soltanto 3 partite durante la prima parte del campionato, viene prestato dal club zurighese allo Schaffhausen, club che milita in Challenge League, fino al termine della stagione. La stagione successiva firma un contratto di un anno con il Servette. Il 20 luglio fa il suo debutto ufficiale con la squadra ginevrina contro il Bienne.

### Nazionale
Debutta nella nazionale maggiore elvetica nel 2004, anno in cui, il 21 giugno, segna il gol del momentaneo pareggio contro la Francia in una partita del campionato d'Europa 2004 e diviene così il più giovane marcatore nella rassegna europea battendo il precedente primato di Wayne Rooney, stabilito quattro giorni prima proprio contro la Svizzera, in una gara vinta dagli inglesi per 3-0. Il record fu battuto vent'anni dopo da Lamine Yamal, a segno nel campionato d'Europa 2024. Il gol realizzato da Vonlanthen contro la Francia, all'età di 18 anni, 4 mesi e 20 giorni, è anche la quattrocentesima rete nella storia del campionato europeo di calcio.

## Statistiche

### Cronologia presenze e reti in nazionale maggiore
| Cronologia completa delle presenze e delle reti in nazionale ― Svizzera | Cronologia completa delle presenze e delle reti in nazionale ― Svizzera | Cronologia completa delle presenze e delle reti in nazionale ― Svizzera | Cronologia completa delle presenze e delle reti in nazionale ― Svizzera | Cronologia completa delle presenze e delle reti in nazionale ― Svizzera | Cronologia completa delle presenze e delle reti in nazionale ― Svizzera | Cronologia completa delle presenze e delle reti in nazionale ― Svizzera | Cronologia completa delle presenze e delle reti in nazionale ― Svizzera |
| Data                                                                    | Città                                                                   | In casa                                                                 | Risultato                                                               | Ospiti                                                                  | Competizione                                                            | Reti                                                                    | Note                                                                    |
| ----------------------------------------------------------------------- | ----------------------------------------------------------------------- | ----------------------------------------------------------------------- | ----------------------------------------------------------------------- | ----------------------------------------------------------------------- | ----------------------------------------------------------------------- | ----------------------------------------------------------------------- | ----------------------------------------------------------------------- |
| 6-6-2004                                                                | Basilea                                                                 | Svizzera                                                                | 1 – 0                                                                   | Liechtenstein                                                           | Amichevole                                                              | -                                                                       | 81’                                                                     |
| 17-6-2004                                                               | Coimbra                                                                 | Inghilterra                                                             | 3 – 0                                                                   | Svizzera                                                                | Euro 2004 - 1º turno                                                    | -                                                                       | 83’                                                                     |
| 21-6-2004                                                               | Coimbra                                                                 | Svizzera                                                                | 1 – 3                                                                   | Francia                                                                 | Euro 2004 - 1º turno                                                    | 1                                                                       |                                                                         |
| 18-8-2004                                                               | Zurigo                                                                  | Svizzera                                                                | 0 – 0                                                                   | Irlanda del Nord                                                        | Amichevole                                                              | -                                                                       | 60’                                                                     |
| 4-9-2004                                                                | Basilea                                                                 | Svizzera                                                                | 6 – 0                                                                   | Fær Øer                                                                 | Qual. Mondiali 2006                                                     | 3                                                                       |                                                                         |
| 8-9-2004                                                                | Basilea                                                                 | Svizzera                                                                | 1 – 1                                                                   | Irlanda                                                                 | Qual. Mondiali 2006                                                     | -                                                                       | 72’                                                                     |
| 9-10-2004                                                               | Tel Aviv                                                                | Israele                                                                 | 2 – 2                                                                   | Svizzera                                                                | Qual. Mondiali 2006                                                     | 1                                                                       |                                                                         |
| 9-2-2005                                                                | Dubai                                                                   | Emirati Arabi Uniti                                                     | 1 – 2                                                                   | Svizzera                                                                | Amichevole                                                              | -                                                                       | 62’                                                                     |
| 30-3-2005                                                               | Zurigo                                                                  | Svizzera                                                                | 1 – 0                                                                   | Cipro                                                                   | Qual. Mondiali 2006                                                     | -                                                                       | 41’                                                                     |
| 4-6-2005                                                                | Toftir                                                                  | Fær Øer                                                                 | 1 – 3                                                                   | Svizzera                                                                | Qual. Mondiali 2006                                                     | -                                                                       | 77’                                                                     |
| 17-8-2005                                                               | Oslo                                                                    | Norvegia                                                                | 0 – 2                                                                   | Svizzera                                                                | Amichevole                                                              | -                                                                       | 46’                                                                     |
| 3-9-2005                                                                | Basilea                                                                 | Svizzera                                                                | 1 – 1                                                                   | Israele                                                                 | Qual. Mondiali 2006                                                     | -                                                                       | 82’                                                                     |
| 7-9-2005                                                                | Nicosia                                                                 | Cipro                                                                   | 1 – 3                                                                   | Svizzera                                                                | Qual. Mondiali 2006                                                     | -                                                                       | 81’                                                                     |
| 8-10-2005                                                               | Berna                                                                   | Svizzera                                                                | 1 – 1                                                                   | Francia                                                                 | Qual. Mondiali 2006                                                     | -                                                                       | 60’                                                                     |
| 12-10-2005                                                              | Dublino                                                                 | Irlanda                                                                 | 0 – 0                                                                   | Svizzera                                                                | Qual. Mondiali 2006                                                     | -                                                                       | 53’                                                                     |
| 12-11-2005                                                              | Ginevra                                                                 | Svizzera                                                                | 2 – 0                                                                   | Turchia                                                                 | Qual. Mondiali 2006                                                     | -                                                                       | 77’                                                                     |
| 1-3-2006                                                                | Glasgow                                                                 | Scozia                                                                  | 1 – 3                                                                   | Svizzera                                                                | Amichevole                                                              | -                                                                       | 46’                                                                     |
| 15-11-2006                                                              | Basilea                                                                 | Svizzera                                                                | 1 – 2                                                                   | Brasile                                                                 | Amichevole                                                              | -                                                                       | 79’                                                                     |
| 7-2-2007                                                                | Basilea                                                                 | Germania                                                                | 3 – 1                                                                   | Svizzera                                                                | Amichevole                                                              | -                                                                       | 57’                                                                     |
| 22-3-2007                                                               | Kingston                                                                | Giamaica                                                                | 0 – 2                                                                   | Svizzera                                                                | Amichevole                                                              | -                                                                       | 46’ 57’                                                                 |
| 25-3-2007                                                               | Miami                                                                   | Colombia                                                                | 3 – 1                                                                   | Svizzera                                                                | Amichevole                                                              | -                                                                       | 46’                                                                     |
| 2-6-2007                                                                | Basilea                                                                 | Svizzera                                                                | 1 – 1                                                                   | Argentina                                                               | Amichevole                                                              | -                                                                       | 46’                                                                     |
| 22-8-2007                                                               | Ginevra                                                                 | Svizzera                                                                | 2 – 1                                                                   | Paesi Bassi                                                             | Amichevole                                                              | -                                                                       |                                                                         |
| 7-9-2007                                                                | Vienna                                                                  | Svizzera                                                                | 2 – 1                                                                   | Cile                                                                    | Amichevole                                                              | -                                                                       | 46’                                                                     |
| 11-9-2007                                                               | Klagenfurt                                                              | Svizzera                                                                | 3 – 4                                                                   | Giappone                                                                | Amichevole                                                              | -                                                                       | 71’                                                                     |
| 13-10-2007                                                              | Zurigo                                                                  | Svizzera                                                                | 3 – 1                                                                   | Austria                                                                 | Amichevole                                                              | -                                                                       | 18’                                                                     |
| 6-2-2008                                                                | Londra                                                                  | Inghilterra                                                             | 2 – 1                                                                   | Svizzera                                                                | Amichevole                                                              | -                                                                       | 46’                                                                     |
| 26-3-2008                                                               | Basilea                                                                 | Svizzera                                                                | 0 – 4                                                                   | Germania                                                                | Amichevole                                                              | -                                                                       | 80’                                                                     |
| 24-5-2008                                                               | Lugano                                                                  | Svizzera                                                                | 2 – 0                                                                   | Slovacchia                                                              | Amichevole                                                              | -                                                                       | 68’                                                                     |
| 30-5-2008                                                               | San Gallo                                                               | Svizzera                                                                | 3 – 0                                                                   | Liechtenstein                                                           | Amichevole                                                              | 1                                                                       |                                                                         |
| 7-6-2008                                                                | Basilea                                                                 | Svizzera                                                                | 0 – 1                                                                   | Rep. Ceca                                                               | Euro 2008 - 1º turno                                                    | -                                                                       | 75’ 76’                                                                 |
| 11-6-2008                                                               | Basilea                                                                 | Svizzera                                                                | 1 – 2                                                                   | Turchia                                                                 | Euro 2008 - 1º turno                                                    | -                                                                       | 66’                                                                     |
| 15-6-2008                                                               | Basilea                                                                 | Svizzera                                                                | 2 – 0                                                                   | Portogallo                                                              | Euro 2008 - 1º turno                                                    | -                                                                       | 37’ 61’                                                                 |
| 20-8-2008                                                               | Basilea                                                                 | Svizzera                                                                | 4 – 1                                                                   | Cipro                                                                   | Amichevole                                                              | 1                                                                       | 75’                                                                     |
| 6-9-2008                                                                | Tel Aviv                                                                | Israele                                                                 | 2 – 2                                                                   | Svizzera                                                                | Qual. Mondiali 2010                                                     | -                                                                       | 71’                                                                     |
| 10-9-2008                                                               | Zurigo                                                                  | Svizzera                                                                | 1 – 2                                                                   | Lussemburgo                                                             | Qual. Mondiali 2010                                                     | -                                                                       | 73’ 87’                                                                 |
| 12-8-2009                                                               | Basilea                                                                 | Svizzera                                                                | 0 – 0                                                                   | Italia                                                                  | Amichevole                                                              | -                                                                       | 79’                                                                     |
| 5-9-2009                                                                | Basilea                                                                 | Svizzera                                                                | 2 – 0                                                                   | Grecia                                                                  | Qual. Mondiali 2010                                                     | -                                                                       | 81’                                                                     |
| 9-9-2009                                                                | Riga                                                                    | Lettonia                                                                | 2 – 2                                                                   | Svizzera                                                                | Qual. Mondiali 2010                                                     | -                                                                       | 79’                                                                     |
| 10-10-2009                                                              | Lussemburgo                                                             | Lussemburgo                                                             | 0 – 3                                                                   | Svizzera                                                                | Qual. Mondiali 2010                                                     | -                                                                       | 65’                                                                     |
| Totale                                                                  |                                                                         | Presenze                                                                | 40                                                                      |                                                                         | Reti                                                                    | 7                                                                       |                                                                         |

## Palmarès
- Campionato austriaco: 2

Red Bull Salisburgo: 2006-2007, 2008-2009